# 루아르에셰르주의 캉통
프랑스 루아르에셰르주에는 총 15개의 캉통이 속해 있다. 2015년 3월 행정구역 총개편으로 인해 현재는 다음과 같이 설치되어 있다.
- 라보스
- 블루아 1
- 블루아 2
- 블루아 3
- 샹보르
- 몽투아르쉬르르루아
- 몽트리샤르
- 옹쟁
- 르페르슈
- 로모랑탱랑트네
- 생테냥
- 셀쉬르셰르
- 라솔로뉴
- 방돔
- 비뇌이